# Fiorenzuola d’Arda
 Fiorenzuola d’Arda  ist eine italienische Gemeinde in der Region Emilia-Romagna. Sie ist mit 14.943 Einwohnern (Stand 31. Dezember 2023) nach Piacenza die zweitgrößte Gemeinde der Provinz Piacenza.

## Geographie
Die Kleinstadt Fiorenzuola liegt an der Via Emilia, auf halber Strecke zwischen Piacenza und Fidenza. Der Namenszusatz bezieht sich auf die Arda, einen rechten Nebenfluss des Po.
Zur Gemeinde Fiorenzuola d’Arda gehören die Ortsteile (frazioni) Baselica Duce, San Protaso und Paullo. Die Nachbargemeinden sind Alseno, Besenzone, Cadeo, Carpaneto Piacentino, Castell’Arquato und Cortemaggiore.

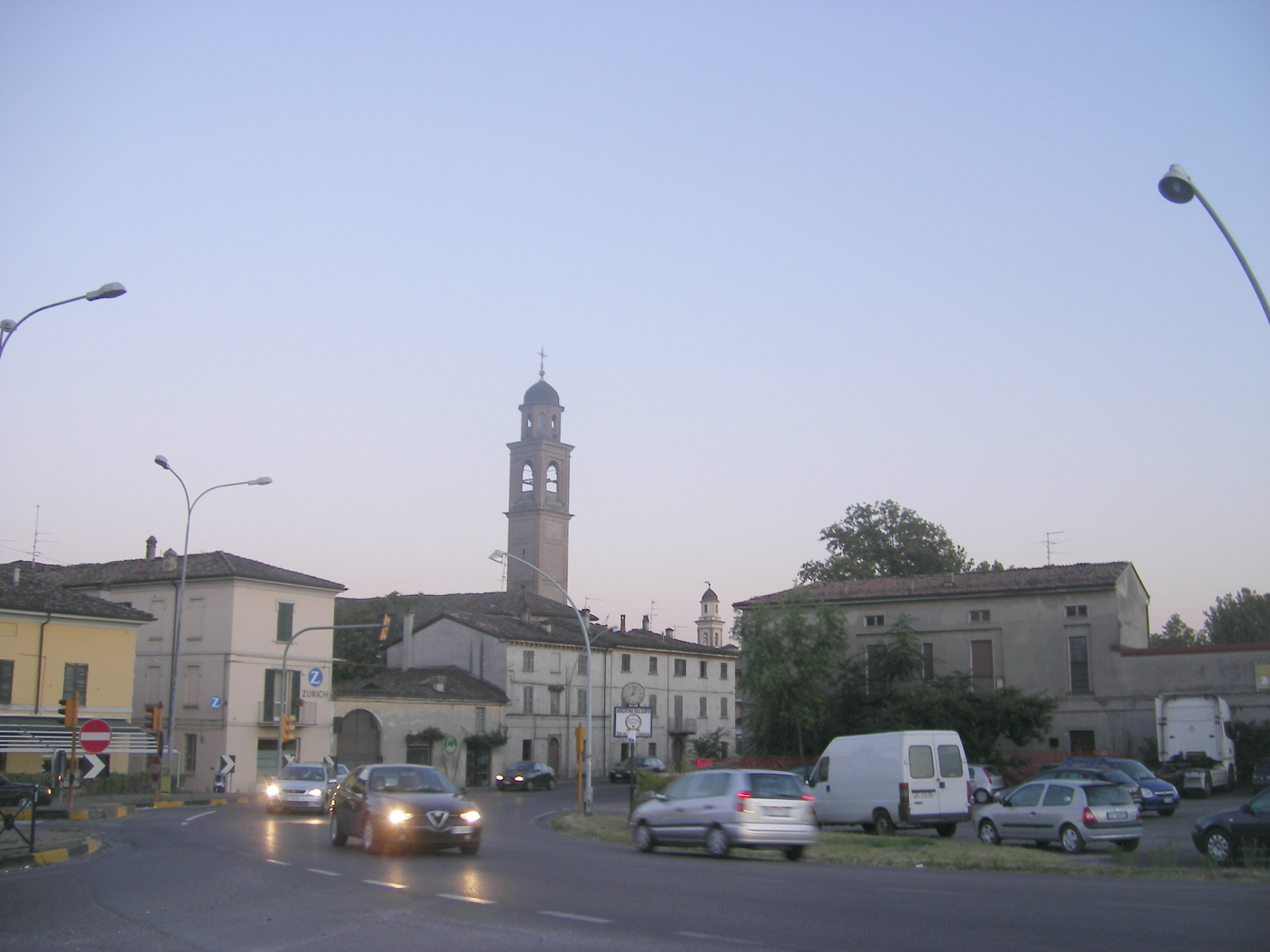
Die Stadt Fiorenzuola d’Arda

## Geschichte
Die Siedlung entstand zu römischer Zeit an der Via Emilia. 744 wurde zum ersten Mal ein Kloster des Namens erwähnt, das dem Bischof von Piacenza unterstand. Am 29. Juli 923 besiegte Rudolf II. von Burgund bei Fiorenzuola in einer blutigen Schlacht den Kaiser Berengar I. Bedeutung erhielt der Ort auch durch seine Lage an der Via Francigena. Er gehörte zum Besitz der Otbertiner und ihrer Nachfahren, darunter Oberto il "Pelavicino" (1080–1148), dem Begründer der Familie Pallavicino. Zentren seiner Herrschaft waren Fidenza und Fiorenzuola d’Arda, wo 1137 eine «caminata marchionis» erwähnt wird (Kemenate des Markgrafen).
Anfang des 13. Jahrhunderts wurde Fiorenzuola freie Kommune und gehörte ab dem 14. Jahrhundert mit Unterbrechungen zur Herrschaft von Mailand. 1441 wurde es von Filippo Maria Visconti erneut als Lehen an die Familie Pallavicino gegeben, die es bis in das 16. Jahrhundert behielt. Zu dieser Zeit siedelten sich in Fiorenzuola viele Juden aus Cremona und Piacenza an, und der Ort erlebte eine wirtschaftliche Blüte. Ende des 16. Jahrhunderts kam er an das Herzogtum Parma und Piacenza unter Pier Luigi II. Farnese, nach 1731 bis zur italienischen Einigung an die Bourbonen. Den Namenszusatz erhielt Fiorenzuola im Jahre 1865. 1860 bis 1927 war die Stadt Hauptort des gleichnamigen Kreises.

## Kultur und Sehenswürdigkeiten
Das Stadtzentrum liegt um die Piazza Molinari und die Hauptstraße Corso Garibaldi, ein Teilstück der alten Via Emilia. Bedeutende Paläste und Kirchen sind:
- Palazzo Bertamini Lucca – Der Palast wurde zu Beginn des 18. Jahrhunderts errichtet und besitzt eine heute öffentlich zugängige Parkanlage. Die Kapelle des Palastes besitzt einen Freskenzyklus mit mythischen und allegorischen Motiven, geschaffen von Bartolomeo Rusca und Francesco Natali (1723–25).
- Palazzo Grossi (Ende des 15. Jahrhunderts)
- Collegiata di San Fiorenzo – Die dreischiffige Kirche ist dem Heiligen Florentius von Tours geweiht. Sie stammt aus dem Mittelalter (Ende des 13. Jahrhunderts), die heutige Form erhielt sie nach Umbauten erst im 15. Jahrhundert.
- Chiesa di San Francesco – Die Franziskanerkirche wurde um 1519 errichtet.
- Chiesa della Beata Vergine del Caravaggio – Kirche im Barockstil (1731–49)
- Convento San Giovanni – Das ehemalige Zisterzienserkloster aus dem 17. Jahrhundert wird heute von der Gemeindeverwaltung genutzt und beherbergt die städtische Bibliothek.

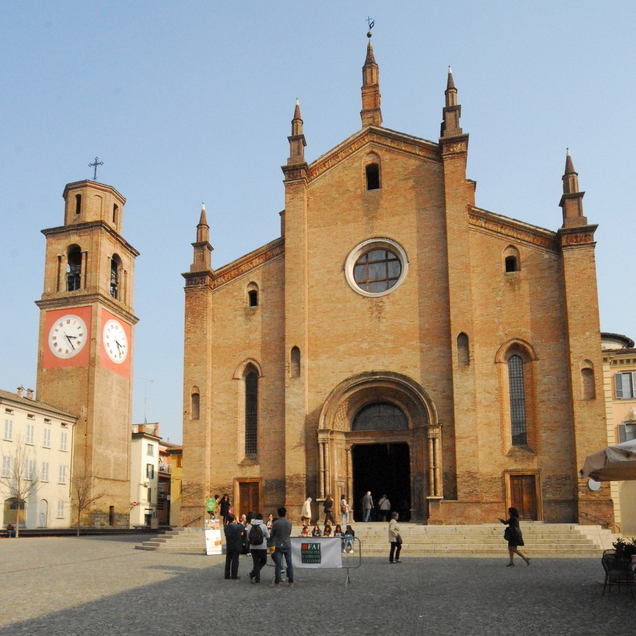
San Fiorenzo
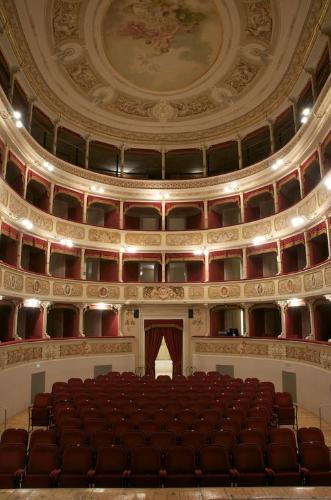
Teatro Giuseppe Verdi
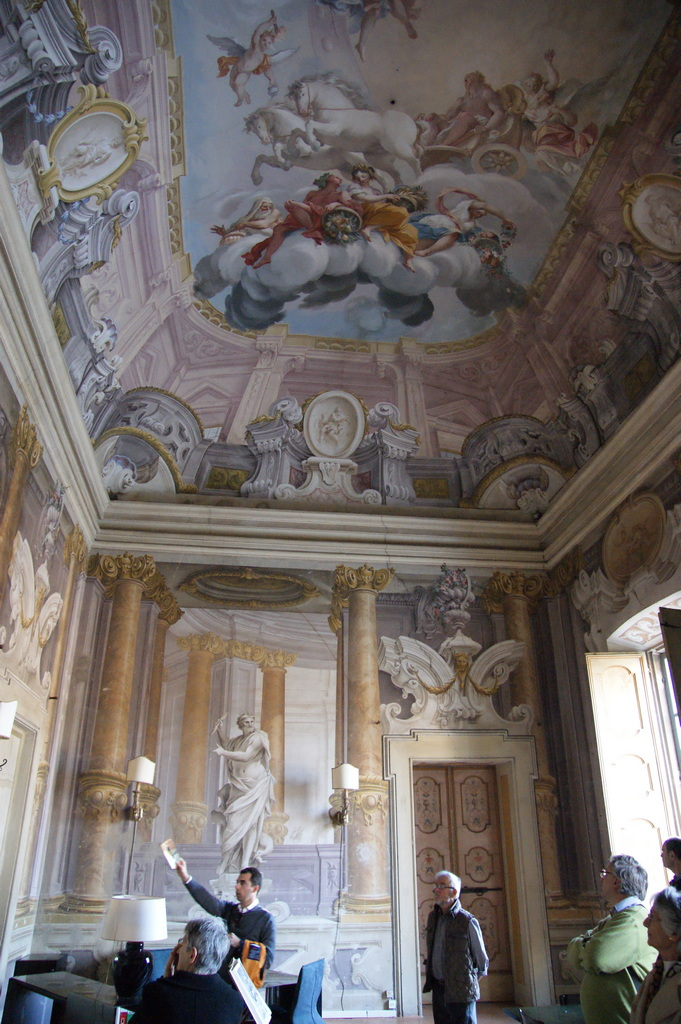
Palazzo Lucca
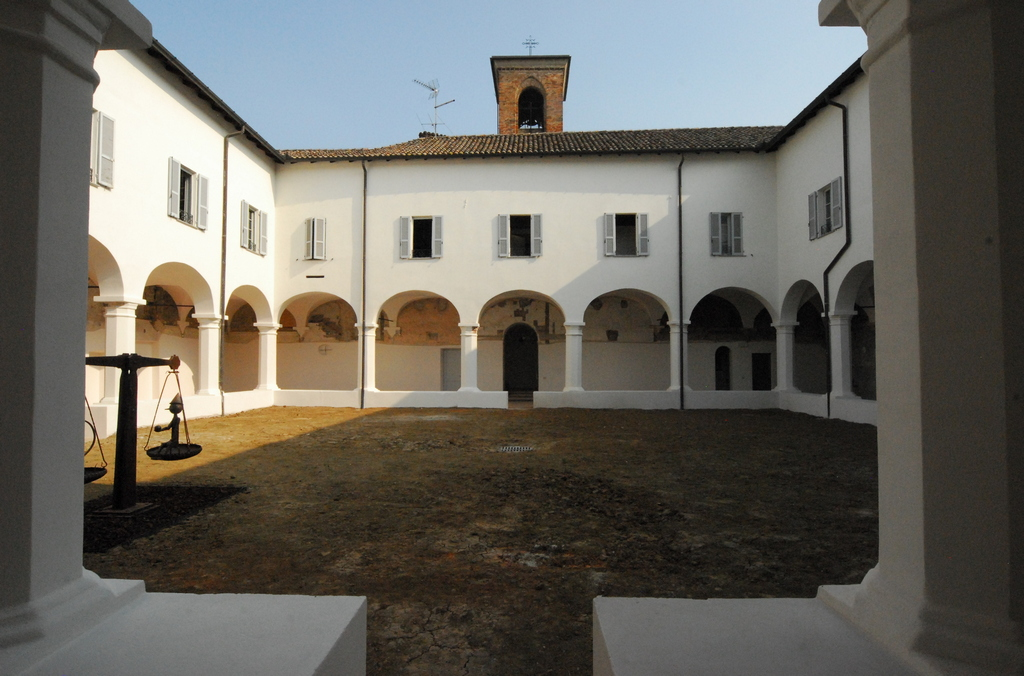
Asilo Lucca
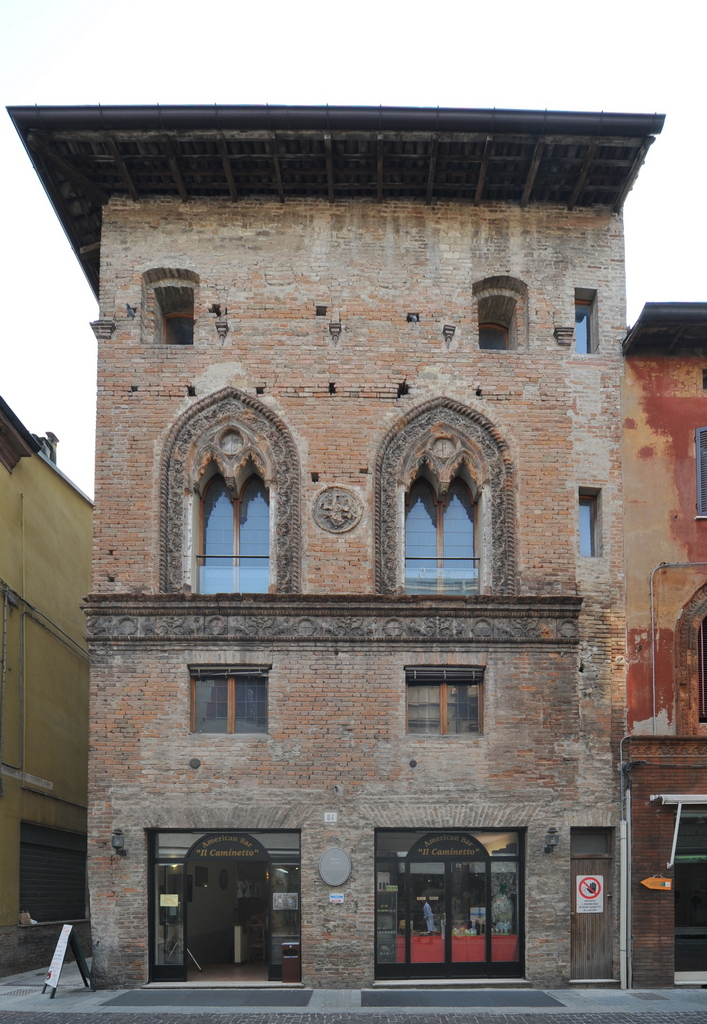
Palazzo Grossi

### Theater
- Teatro comunale Giuseppe Verdi – Das städtische Theater wurde 1853 eröffnet.

### Sport
Fiorenzuola ist Heimat des Fußballvereins US Fiorenzuola 1922. In dem Ort findet auch ein bedeutendes Sechstagerennen statt, die 6 giorni delle Rose.

### Regelmäßige Veranstaltungen
- Festa della Zobia – Traditioneller Karnevalsumzug
- Ponta e Cull – Veranstaltung zu Ostern. Bei dem kuriosen Geschicklichkeitswettbewerb versuchen die Teilnehmer, mit hartgekochten Eiern diejenigen der Gegner zu beschädigen.

### Städtepartnerschaften
- Zenica (Bosnien und Herzegowina)

## Persönlichkeiten
- Vincenzo Maculani (1578–1667), Kardinal der katholischen Kirche
- Giulio Alberoni (1664–1752), Kardinal und spanischer Staatsminister
- Fulvio Fulgonio (1832–1904), Schriftsteller und Librettist
- Ferruccio Ranza (1892–1973), Jagdflieger
- Aldo Braibanti (* 1922), Schriftsteller
- Franca Stoppi (1946–2011), Schauspielerin
- Samuele Marzoli (* 1984), Profiradfahrer
- Silvia Zanardi (* 2000), Radsportlerin